# Porsche Tapiro
Pour les articles homonymes, voir Tapiro.
 (juillet 2019).
Si vous disposez d'ouvrages ou d'articles de référence ou si vous connaissez des sites web de qualité traitant du thème abordé ici, merci de compléter l'article en donnant les références utiles à sa vérifiabilité et en les liant à la section « Notes et références ».
La Porsche Tapiro est un concept-car construit par Porsche en 1970. La voiture a été conçue par Giorgetto Giugiaro, le célèbre designer italien qui a été nommé "Car Designer of the Century" en 1999.
Elle a un design en coin typique des années 1970, et possède des traits de ressemblance avec la De Tomaso Mangusta selon certaines critiques. Elle est basée sur la Porsche 914 dans sa version 6 cylindres. Ses portes sont en forme d'ailes de mouette.

## L’origine
À la fin des années 60, la collaboration entre Volkswagen et Porsche s’intensifie. Ce rapprochement déboucha sur la création de la VW-Porsche 914. Les versions à moteur quatre cylindres étaient badgées Volkswagen alors que les versions six cylindres portaient la marque Porsche.
La 914/4 reçu un accueil favorable aux États-Unis, tandis que la 914/6 n’eut pas droit au même accueil en Europe à l’époque.

## Conception
De ce modèle, Giorgetto Giugiaro – qui avait tout récemment créé l’entreprise Italdesign - va imaginer un prototype afin de tester une idée cunéiforme, très audacieuse.
Les lignes sont franchement abruptes, avec des angles droits et des coins prononcés. Giugiaro voit un tapir dans cette ligne très pointue, raison pour laquelle il nomme son concept Tapiro sous la marque Volkswagen-Porsche.
Une autre voiture célèbre conçue dans le même style par Giugiaro dix plus tard fut la DeLorean DMC-12 utilisée dans le film "Retour vers le futur".

## Spécifications
La Tapiro est basée sur le châssis de la Porsche 914/6 et dispose de portes type papillon. Elle est alimentée par un moteur flat-six de 2,4 litres refroidi par air, développant 220 ch, une boîte manuelle à 5 vitesses et une vitesse maximale officielle de 245 km/h.
L’intérieur est très épuré. Les deux occupants sont séparés par un encombrant tunnel central.

## Présentation
La Porsche Tapiro a été présentée en avant-première au Salon de l'automobile de Turin en 1970, puis a fait ses débuts aux États-Unis lors du 5e Salon annuel de l'automobile de Los Angeles en 1971.

## Destin
En 1972, ce modèle unique a été vendu à un industriel espagnol qui la conduisait quotidiennement. À un certain moment, la voiture a été détruite, respectivement brûlée.
Les circonstances ne sont toujours pas claires. Selon certaines sources, la voiture a été détruite par une bombe placée sous la voiture par un groupe de militants syndicaux pour protester contre la politique salariale du propriétaire.
D'autres sources relatent que la voiture a été détruite à la suite d'un accident.
Heureusement, le châssis a pu être "sauvé" et les restes de la Tapiro sont maintenant exposés au Musée d’Italdesign à Turin, Italie.

## Caractéristiques techniques
La Tapiro est mue par un flat 6 2.4 situé en position longitudinale. Il revendique une puissance de 220 chevaux (164 kW) à 7 800 tours par minute. Il est équipé d'une boîte manuelle à cinq rapports. La Tapiro peut atteindre une vitesse maximale de 245 km/h.

## Histoire
La Porsche Tapiro a été présentée au public pendant le Salon de l'automobile de Turin de 1970. Elle a ensuite été présentée aux États-Unis en 1971, durant le 5e salon annuel des automobiles importés et de voitures de sport, situé à Los Angeles.
En 1972, elle a été vendue à un industriel espagnol qui l'utilisait comme voiture quotidienne. La voiture a ensuite été en grande partie détruite après avoir pris feu. Certaines sources prétendent qu'un groupe de militants syndicaux protestant contre leur employeur, est le responsable de l'incendie.
L'incendie a brûlé la voiture mais pas le châssis. D'autres sources[pas clair] expliquent qu'elle a été impliquée dans un accident et a ensuite pris feu.
La voiture a été rachetée par Italdesign et est exposée au sein du Musée Giugiaro.